# André Marcadier

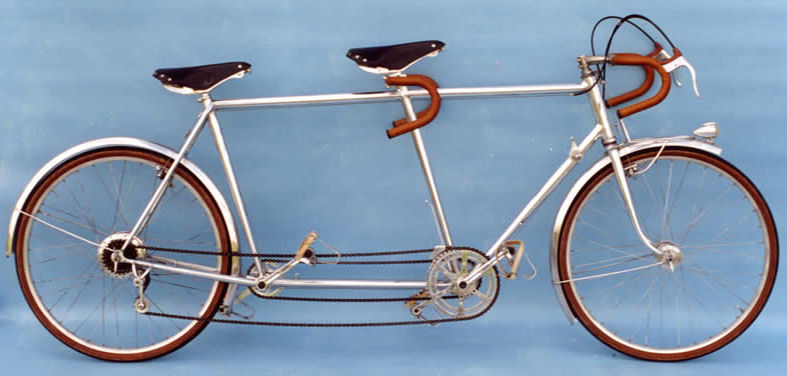
Tandem Marcadier en Duralumin 1950

André Marcadier, né le 17 mars 1925 à Lyon où il est décédé le 7 avril 2013, est un constructeur automobile artisanal qui exerça du début des années 1960 jusqu'à la fin des années 1990. Il s'associa en 1963 avec Marcel Fournier pour produire, sous la marque Fournier-Marcadier, la première voiture de sport française en kit : la barquette FM 01.
En 1970, André Marcadier continue seul la production d'automobiles : seize modèles seront créés et on estime à 600 kits l'ensemble de la production de la marque lyonnaise.

## Les débuts
André Marcadier s'intéresse très vite à la mécanique dans les ateliers de ses grands-parents fabricants de limes. Après de bonnes études secondaires, il est admis à l’exigeante école d'apprentissage de la CEM à Lyon (Compagnie électro mécanique). Il se passionne pour la création de constructions mécaniques et intégrera ensuite l'arsenal de l'aéronautique de Villeurbanne. Indépendant, il se découvre une passion pour le vélo et s'installe en 1947 comme fabricant, atteignant rapidement l'élite des constructeurs de l'école lyonnaise du cycle où il est reconnu pour sa créativité, la qualité et la légèreté de ses fabrications.

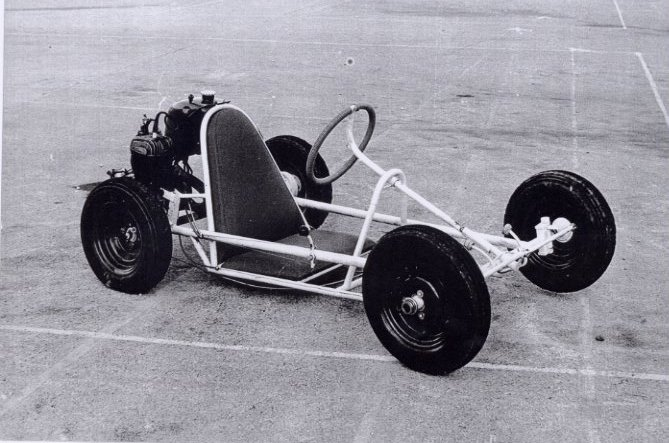
Premier Karting Marcadier 1956

En 1956, le karting importé des États-Unis fait son apparition et il s'intéresse à ces nouvelles machines pour réaliser des châssis appréciés pour leur simplicité et leur légèreté. Le succès arrive dès 1961 avec un titre de champion d'Europe en catégorie endurance après une victoire éclatante aux 6 heures de Paris.

## Production automobile
Inspiré par Colin Chapman et ses fameuses Lotus, il se lance dans l'automobile et présente début 1963, en association avec Marcel Fournier, la première voiture de sport française en kit : la barquette Fournier-Marcadier. Le succès est immédiat : élégante, légère, innovante et performante en compétition, elle va faire le bonheur de pilotes sans fortune qui accèdent ainsi à une vraie voiture de course à budget réduit.

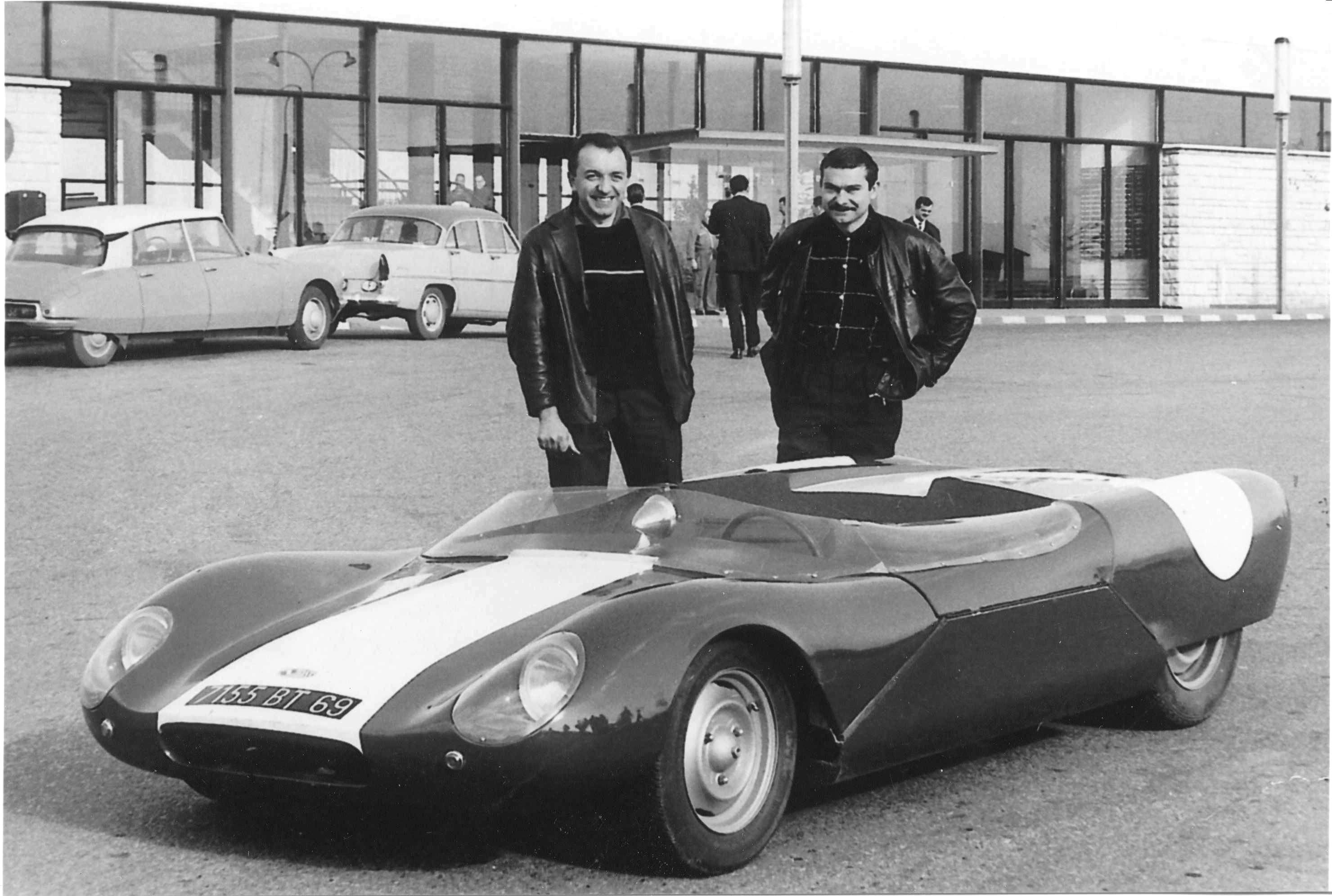
Présentation de la Fournier-Marcadier FM 01 sur l'aéroport de Lyon Bron en 1965

En 1970, André Marcadier continue seul la production d'automobiles dont le modèle mythique de la marque, le coupé Barzoï avec ses portes « papillon ». Seize modèles seront créés dans l'atelier de Mions : barquettes, coupés, monoplaces, Formule 2, et ce jusqu'à la fin des années 1980. Son caractère heureux et enjoué attirait immédiatement la sympathie. Son optimisme lui permettait de se lancer dans des défis que le commun des mortels n'imaginerait jamais.
Durant cette période, la marque obtiendra des résultats parfois spectaculaires, notamment en course de côte, grâce à des pilotes amateurs talentueux face à des concurrents « professionnels » . Ce fût le cas pour la saison 1978 en championnat de France de la montagne où la Barquette AM78 pilotée par Roger Rivoire domina outrageusement ses adversaires.Ce fut la gloire d'André Marcadier qui voulait démocratiser le sport automobile. L'histoire ne lui donna pas raison, mais retiendra un grand créateur d'automobiles originales et ingénieuses.
La fin des années 1980 et le début des années 1990 verront la production de répliques astucieusement conçues et économiques, mais qui laisseront insatisfaits les amateurs des créations originales (Lotus Seven, Ford GT40, AC Cobra et Porsche 550 RS). Le constructeur Lyonnais fit une brève incursion dans le monde de l'aéronautique amateur avec la construction en 1978 d'un l'U.L.M. (ultra léger motorisé) à moteur Citroën 2cv. Le premier vol fut réussi mais il abandonna sagement cette idée pour revenir au domaine où il excellait depuis plusieurs décennies. 
Durant ces longues années de passion et de création, André Marcadier apportera une vision nouvelle dans le monde de la compétition automobile amateur en France ; on estime la production à environ 600 kits. Ceux-ci ne donneront pas tous naissance à une voiture aboutie car l'initiative laissée au propriétaire-monteur  était considérable. Au début des années 2000, grâce à l'impulsion donnée par le club, elles sont recherchées et appréciées dans l'Europe entière. 

## Club des automobiles Marcadier

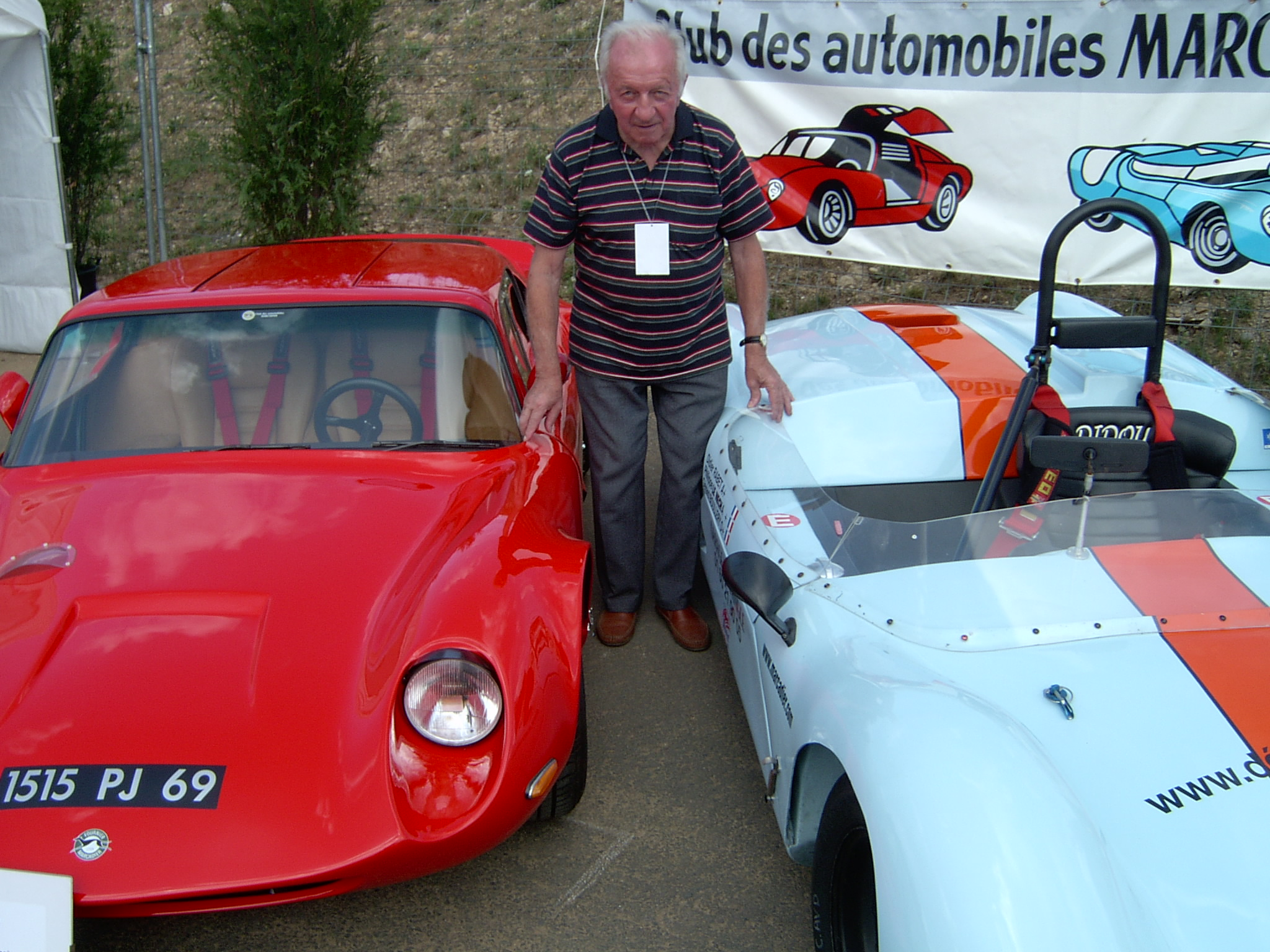
André Marcadier sur le circuit de Charade en 2003

En 2001 le club des automobiles Marcadier a été créé par Pierre Tedeschi qui fût très proche du constructeur,. Cette association loi 1901 a vu le jour avec le parrainage du constructeur et du Président de la Fédération française des véhicules d'époque (FFVE).
Il a pour objectif la conservation du patrimoine des automobiles Fournier-Marcadier et Marcadier ainsi que le rassemblement des amateurs et pilotes de ces marques.

## Patrimoine Marcadier

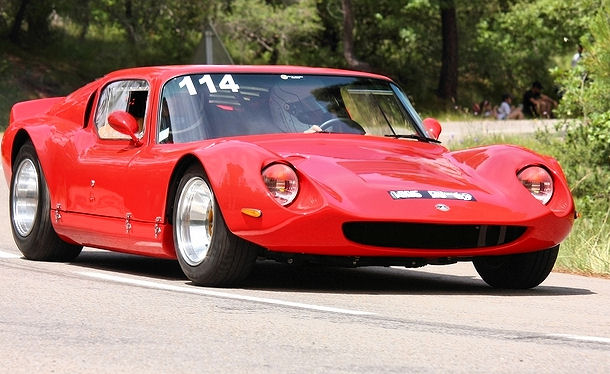
Marcadier Barzoï 1972

Le Patrimoine Marcadier a été crée en 2015 par Pierre Tedeschi. Ce sont plus de 2000 documents, environ 20000 photographies constituant une base de référence pour les marques Fournier-Marcadier et Marcadier.

## Liens externes

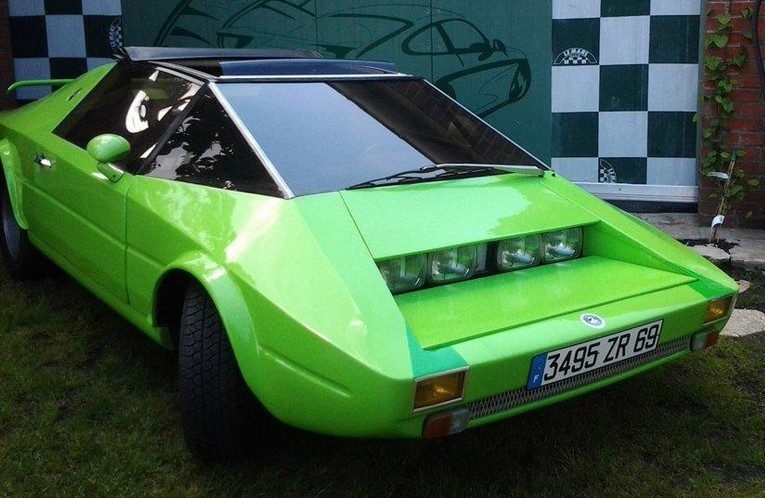
Coupé Barzoï 2 - 1977

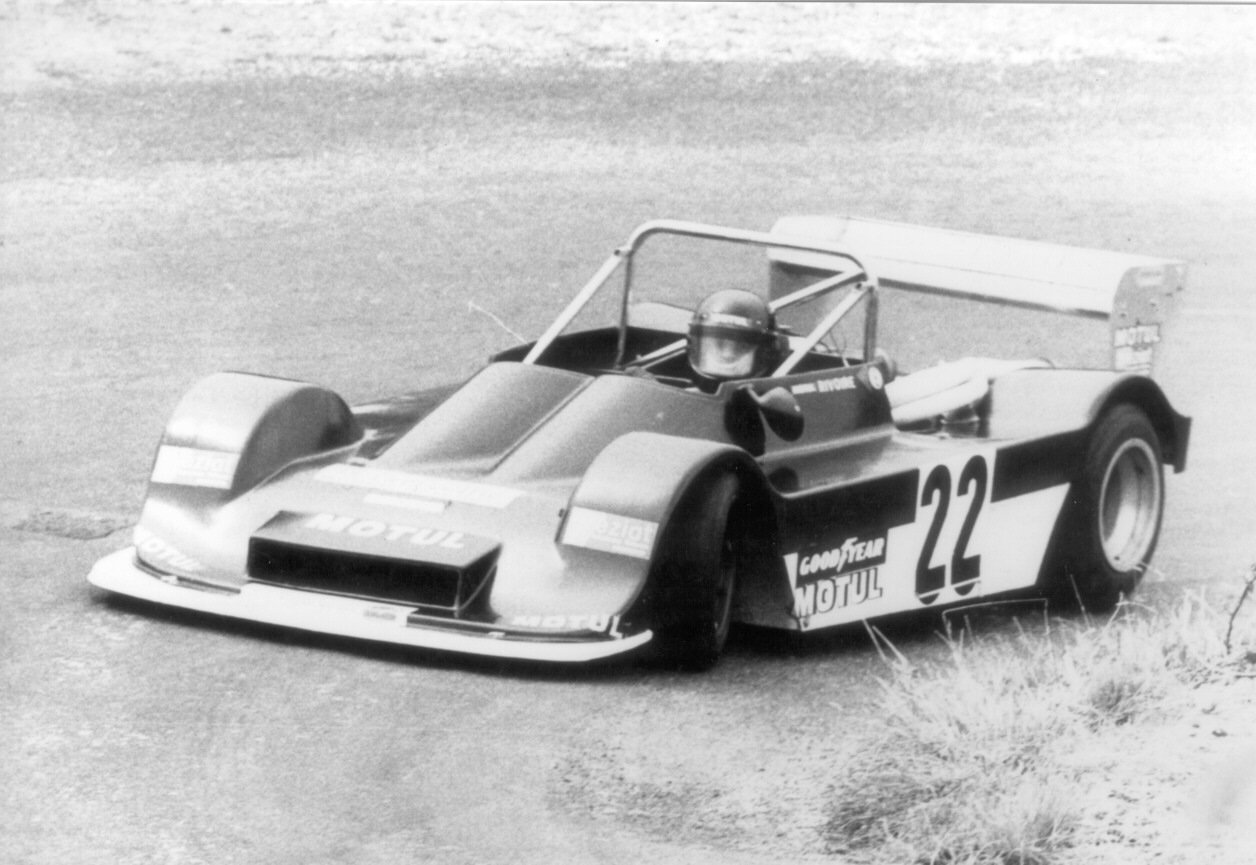
Barquette AM78 Ford Hart 1978